# Разделение кабеля
Разделение кабеля (англ. cable sharing) — техника построения СКС, при которой по одному 4х-парному кабелю (3 или 5 категория) передаются сигналы нескольких приложений. Согласно действующим стандартам[каким?] одновременно по кабелю возможна передача не более одного приложения, требующего 5-й (до 100 МГц) категории (например, Fast Ethernet), остальные пары могут использоваться приложениями с требованием не выше 3ей категории (до 16 МГц), в частности, телефонией и ethernet.
В ряде случаев термин разделение кабеля так же относят к гибридным кабелям, в которых находятся как волоконно-оптические каналы, так и витые пары.
Для подключения оконечного оборудования или разводят кабель по нескольким розеткам (теряя при этом универсальность СКС), либо используют Y-адаптеры.

## Источник
- Семенов А. Б. Структурированные кабельные системы, ДМК Пресс, 2004